# Last Friday Night
Last Friday Night (T.G.I.F.) este o piesă co-scrisă și înregistrată de cântăreața americană Katy Perry de pe al treilea album de studio, Teenage Dream. Melodia a fost produsă de Dr.Luke și MaxMartin, care au co-scris melodia împreună cu Perry și Bonnie McKee. Perry a declarat că a fost inspirată să scrie piesa după o noapte de petreceri sălbatice și striuri. A fost lansat ca al cincilea single al albumului pe 6 iunie 2011, de către Capitol Records, cu un remix cu rapperul american Missy Elliott lansat pe posturile de radio americane și comercianții cu amănuntul digitale pe 8 august 2011; această versiune a fost inclusă în ediția Teenage Dream: The Complete Confection. Este o melodie dance-pop cu versuri despre distracția beată și desfrânare. Unele dintre versurile riscante din melodie sunt adesea cenzurate în versiunile radio ale melodiei.